# Erich Itor Kahn
Erich Itor Kahn (Rimbach im Odenwald (Alemanya), 23 de juliol, 1905 - Nova York (Estats Units), 5 de març, 1956) va ser un músic alemany-americà que, com a jueu i compositor de l'anomenada "música degenerada", va ser expulsat a l'exili per els nacionalsocialistes. La seva obra està estretament relacionada amb l'escola de Schönberg i la música de dotze tons.

## Biografia
Erich Itor Kahn era fill del cantor jueu Leopold Kahn, que venia de l'aleshores regió bàltica russa, i de Selma Friedlein. La seva mare era alemanya. Poc després del seu naixement, la família es va traslladar a Königstein im Taunus, prop de Frankfurt del Main, on el seu pare va ocupar el càrrec de cantor a la comunitat jueva local. Kahn va rebre classes de piano del seu pare, que va reconèixer el talent del seu fill molt aviat. Els pares van ser inicialment negatius sobre el desig del seu fill de convertir-se en músic professional; Aleshores, estudiant a la propera Frankfurt del Main suposava viatges difícils i llargs i amb unes connexions de transport deficients. No obstant això, el fill es va imposar i va començar la seva formació al Conservatori Hoch de Frankfurt, (piano amb Paul Franzen i composició inicialment amb Waldemar von Baußnern, més tard amb Bernhard Sekles) a Frankfurt del Main. Com que la família no era rica, això va significar que Kahn s'havia de guanyar el seu camí a través dels seus estudis prenent classes de piano i tocant música a les cafeteries. Després de graduar-se al conservatori amb distinció el 1928, després d'una breu estada a Würzburg, va trobar feina a Radio Frankfurt, que li va permetre demostrar el seu talent com a concertista i amb les seves primeres composicions.
A través del seu treball a la ràdio, Kahn va entrar en contacte amb representants de la música contemporània. Frankfurt va ser un centre de la vida musical moderna; Només cal esmentar aquí dos importants representants de Frankfurt de la nova música que estaven en bones relacions amb Kahn, tot i que tendien en diferents direccions musicals: Paul Hindemith i Theodor Adorno. Les pròpies composicions de Kahn estaven en deute amb la música dodecafònica de l'escola de Schönberg, encara que mai va ser un alumne directe de Schönberg.
Durant aquest període extremadament fructífer abans de la presa de poder dels nacionalsocialistes, el jove Kahn es va fer un nom com a concertista i intèrpret de música moderna. Adorno, que va escriure crítiques de concerts en aquell moment i va rebre el suport de Kahn en els assajos per a l'estudi de música de Frankfurt, lloa la precisió adequada al material de Kahn i la familiaritat amb l'estètica de l'avantguarda. Tots dos es van trobar en la seva actitud reflectida cap als ensenyaments de Schönberg, en la mesura que van entendre la tècnica dodecanoica com una forma de composició revolucionària, que, però, hauria de servir per augmentar el caràcter expressiu de la música moderna. Per tant, Kahn va parlar del perill de compondre "música robot" en relació amb l'aplicació acrítica de la nova tècnica de composició.
Malgrat els seus èxits, Kahn es va fer poques il·lusions sobre l'amenaçadora situació política. La seva dona Frida, que va fugir de Rússia amb la seva família jueva en el moment de la revolució bolxevic, el va animar. L'antisemitisme latent de l'època anterior a Hitler ja es notava clarament en les primeres crítiques que les seves composicions van despertar a Würzburg i altres llocs. El Hessischer Rundfunk, que s'havia posat en funcionament des que va arribar al poder el 31 de gener, va prohibir l'accés a tots els empleats jueus a partir de l'1 d'abril de 1933; Kahn va ser acomiadat de facto, però gràcies a Hans Rosbaud havia de rebre el sou almenys fins a finals d'any.
Kahn es va exiliar a França amb la seva dona Frida (de soltera Rabinowitsch), on va continuar treballant en les seves composicions a París malgrat les condicions adverses. René Leibowitz era un dels seus amics íntims allà. La dona de Kahn, ella mateixa una pianista talentosa, va contribuir al manteniment amb classes de piano. Després de l'inici de la guerra, els Kahn van ser internats en diversos camps de França durant 14 mesos i van compartir les condicions de vida de molts altres exiliats, entre ells artistes i intel·lectuals com Max Ernst i Walter Benjamin. Va començar una odissea per diversos camps francesos en els quals esperaven emigrar als EUA.
A diferència de molts refugiats europeus, Kahn va tenir la sort de tenir una carrera als EUA. Va actuar com a solista de piano, després va fundar l'Albeneri Trio amb els seus amics Alexander Schneider, violí, i Benar Heifetz, violoncel, amb qui va actuar amb èxit en gires i a Nova York, on s'havia establert, i va fer enregistraments de referència.
No obstant això, no va aconseguir el seu avenç com a compositor. Durant un viatge a Europa va rebre molta atenció en els cercles avantguardistes d'Alemanya. Les seves composicions es van interpretar principalment a través de la mediació del seu amic, el director d'orquestra Hans Rosbaud, i d'altres, i també es van emetre a la ràdio.
L'any 1955, després d'un memorable recital de piano, Kahn va emmalaltir greument d'un tumor cerebral, aparentment fruit d'un accident de trànsit a França, i finalment va morir sense recuperar la consciència el 5 de març de 1956 a Nova York.
Fa poc que aquest important representant de la nova música, les obres de la qual eren considerades "degenerades" pels nazis, ha tornat a ser recordat a Alemanya. L'esposa de Kahn, Frida, es va esforçar perquè el públic recordés l'obra del seu marit fins a la seva mort a la ciutat de Nova York el 2002. Per exemple, algunes de les seves obres més importants van ser donades a conèixer a un públic més ampli pel "Hessischer Rundfunk" el novembre de 2005 en honor al compositor de la Universitat de Música i Arts Escèniques de Frankfurt del Main.

## Cita
La cita següent il·lustra la posició estètica musical de Kahn i la seva proximitat a la teoria d'Adorno:
| « | "Crec que enmig d'una època de crisi mundial, l'art també està subjecte a aquesta crisi. En una època en què no hi ha estabilitat dels mitjans d'expressió i d'estil, en què tot el que s'aconsegueix sembla de curta durada, quan una constatació final, en la mesura que es demostra, també apareix com una confrontació dialèctica amb el material, com a xoc, com a canvi, com una mena de comiat -enmig d'aquest temps, el compositor només té un punt de suport: els drets i els deures que sorgeixen de la situació històrica heretada de la música al mateix temps que la visió espiritual. de la seva voluntat d'expressar-se. La primera i crucial pregunta és aquesta: fins on podem arribar sense trair el passat, i què hem de preservar sense trair el futur?" | » |

## Obres (selecció)
Composicions

- Suite "Präludien zur Nacht" (1927) per a orquestra de cambra
- Quatre peces sobre poemes alemanys medievals: Maria ging wohl langs dem Meer/Ich wollt mich zur lieben Maria/Maria durch ein' Dornwald ging/Ave Maria, ein Ros' ohn alle Dorn (1930) per a soprano i piano
- Three Bagatelles: Moderato (per Erich Schmid)/Adagio-Vivo-Adagio (per René Leibowitz)/Poco allegro (for Beveridge Webster) (1935–36) per a piano
- Suite (1937) per a viola i piano, arranjat com a Suite concertante (1937) per a violí i orquestra (orquestració completada el 1964 per René Leibowitz)
- 8 Inventions (1937) per a piano
- Rapsodie hassidiqe (1938) per a cor mixt
- Tres cançons populars: J'ai repoussé la bonne rive/D'ou vient ou le soleil s'en est allé/Dessus l'herbe (1938) per a mezzosoprano i piano (text: J. Leibowitz)
- Les symphonies bretonnes (1940) per a orquestra
- 2 Psalmen (1940/42) per a soprano i piano
- 3 caprices de Paganini (1942) per a violí i piano
- Ciaconna dei tempi di guerra (1943) per a piano
- Nenia Judaeis Qui Hac Aetate Perierunt per a violoncel i piano (1940–41) (Kahn va escriure aquesta obra "en memòria dels jueus que van ser assassinats a l'Holocaust" després d'aconseguir escapar d'un camp d'internament a França)
- Actus Tragicus (1946–47) per a 10 instruments
- Short Piano Piece (1951)
- Streichquartett (1953)
- Vocalise (1954) per a cor mixt
- 4 Nocturnes (1954) per a soprano i piano (Text: T. Corbière, J.P. Worlet, V. Hugo, P.B. Shelley)
- Concert a due (op.posth) per a violí i piano

## Discografia
- E. I. Kahn, Klavierwerke (Pianista: Thomas Günther). CYBELE RECORDS, SACD, 2007
- E. I. Kahn, Nenia / Streichquartett / Ciaccona (Lucas Fels, Stefan Litwin, Jean Pierre Collot, Leonardo Quartett). telos music records, 2009.

## Pel·lícula sobre la vida i l'obra
- Música oblidada - El compositor Erich Itor Kahn. Producció: Hessischer Rundfunk. Direcció: Karin Alles (1993)